# Légendes de la garde
Légendes de la garde (Mouse Guard en version originale, soit « la garde des souris ») est une série de comics américaine écrite et dessinée par David Petersen, publiée à rythme épisodique depuis 2006, qui met en scène dans un cadre médiéval anthropomorphique la lutte de valeureuses souris guerrières pour se défendre contre leurs prédateurs et assurer la protection de leurs cités.
Louée pour la profondeur de son univers et la qualité du dessin, la série reçoit de nombreuses récompenses au cours de sa publication, et une ambitieuse adaptation en film est même entamée avant d'être annulée en 2019.

## Publications

### Publications originales en anglais
Comic books

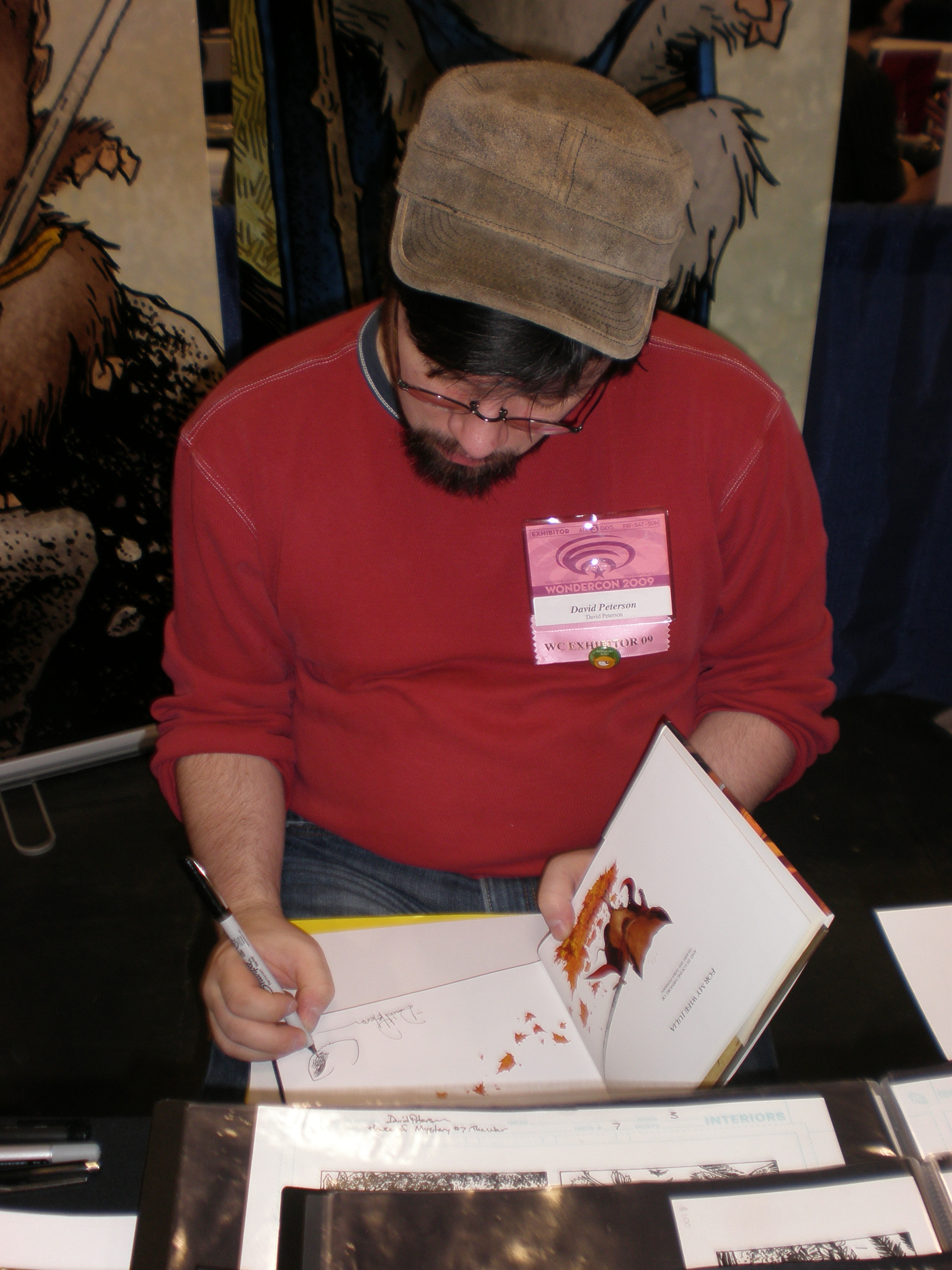
L'auteur, David Petersen, dédicaçant des exemplaires de Mouse Guard en 2009.

- Mouse Guard: Fall 1152, 6 numéros, Archaia Entertainment, 2006-7.

1. Le Ventre de la bête (Belly of the Beast)
2. Au cœur des ténèbres (Shadows Within)
3. La Hache se lève (Rise of the Axe)
4. Le Spectre de l'ombre (The Dark Ghost)
5. L'Aube de Minuit (Midnight's Dawn)
6. L'Honneur retrouvé (A Return to Honor)

- Mouse Guard: Winter 1152, 6 numéros, Archaia Entertainment, 2007-8.
- Mouse Guard: Spring 1153, comic book one-shot diffusé dans le cadre du Free Comic Book Day, Archaia Entertainment, mai 2010.
- Mouse Guard: Legends of the Guard, 4 numéros, Archaia Entertainment, 2010. Récits courts réalisés par divers auteurs.
- Mouse Guard: Black Axe, 6 numéros, Archaia Entertainment, 2010-2013.
- Mouse Guard: Legends of the Guard vol. 2, 4 numéros, Archaia Entertainment, 2013. Récits courts réalisés par divers auteurs.
- Mouse Guard: Legends of the Guard vol. 3, 4 numéros, Boom! Studios, 2015. Récits courts réalisés par divers auteurs.

Albums
- Mouse Guard: Fall 1152, Random House, mai 2007.
- Mouse Guard: Winter 1152, Archaia Entertainment, décembre 2008.
- Mouse Guard: Black Axe, Archaia Entertainment, juin 2013.

### Traductions françaises
Les éditions françaises reprennent fidèlement les recueils américains.
- Légendes de la garde, Gallimard :

1. Automne 1152, 168 pages (152 planches, 7 pages d'annexes), 2008  (ISBN 978-2-07-061619-0)
2. Hiver 1152, 176 pages (160 planches, 8 pages d'annexes), 2011  (ISBN 978-2-07-069573-7)
3. La Hache noire, 200 pages, 2014  (ISBN 978-2-07-065768-1)
4. Baldwin le Brave et autres contes, 72 pages, 2015  (ISBN 978-2-07-066721-5)

## Adaptations
Mouse Guard est adapté en jeu de rôle par Luke Crane et David Petersen, un format qui obtient l'Origins Award 2009 du Meilleur jeu de rôle de l'année. Il est traduit en français par les éditions Footbridge.
Un film Mouse Guard en images de synthèse produit par 20th Century Fox est également à l'étude au milieu des années 2010, avec Wes Ball pour réalisateur, et au doublage, les acteurs Thomas Brodie-Sangster, Idris Elba et Andy Serkis. Deux semaines avant le début de la production, en avril 2019, le projet est cependant interrompu, après que Disney rachète la compagnie Fox. Le projet est considéré comme risqué, et ne trouve pas de repreneur. Au moment de son annulation, plus de 20 millions de dollars ont été engagés sur un budget total de 170 millions.

## Distinctions
- 2008 : Prix Eisner de la meilleure publication pour enfants pour les deux séries de comic books et du meilleur recueil pour Automne 1152